# Star Wraith
Star Wraith ist eine Reihe von Weltraum-Flugsimulationen von Star Wraith 3D Games. Es sind bereits mehrere Teile erschienen. Obwohl jedes neu erscheinende Spiel der Star-Wraith-Reihe graphisch stets auf aktuellem Stand ist, sind die Spiele auch auf nicht topaktueller Hardware gut spielbar.

## Das Star-Wraith-Universum
Während es in den ersten beiden Teilen und auch in Star Wraith III - Shadows of Orion hauptsächlich um den Konflikt der menschlichen Alliance mit der ebenfalls menschlichen Federation geht, taucht im Laufe von letzterem eine neue Bedrohung auf: Die Vonari. Obwohl mit Arvoch Conflict inzwischen das dritte Spiel erschienen ist, in dem die Vonari eine Rolle spielen, ist nicht viel über diese Rasse bekannt. Ihre Technologie ist der Technologie der Alliance überlegen. Die Vonari selbst sind eine intelligente, kriegerische Rasse. Sie bewegen sich zweibeinig und ihr Äußeres erinnert an einen Wolf.
Der Spieler übernimmt die Rolle eines Kampfpiloten der Alliance oder – in den Spielen der Evochron-Reihe – eine selbständige Rolle, in der er als Söldner oder Händler selbst Geld verdienen muss; bei Star Wraith II kann man sich zwischen Allianz und Söldnerleben entscheiden. Anders als zum Beispiel bei Wing Commander müssen die Missionen bei Star Wraith geflogen werden, bis sie erfolgreich absolviert sind. Im Laufe des Spiels steigt der Spieler im Rang auf.
Namensgebend für die Reihe ist die "F-144 Star Wraith", der stärkste Raumjäger der Alliance. Da in den etwa 100 Jahren zwischen Reviction und Arvoch Conflict die "F-228 Evoch" als neuer Top-Jäger der Alliance entwickelt wird, läuft Arvoch Conflict nicht mehr unter dem Titel StarWraith.

## Die StarWraith-Reihe

### Star Wraith III - Shadows of Orion (2003)
Nach der Zerstörung der "Richton", des Flaggschiffs der Federation, für die diese die Alliance verantwortlich machen, flammt der Bürgerkrieg wieder auf. Als das Alliance-Trägerschiff "ABC Becker" ebenfalls zerstört wird, machen die Schnelligkeit und Präzision des Angriffs der Alliance klar, dass die Federation mit diesem Zwischenfall nichts zu tun hat: Die Vonari, eine aggressive feindliche Rasse, hat beide Schiffe zerstört und das ist nur der erste Schritt in einem Plan, an dessen Ende ein Angriff auf die Erde steht, den die Alliance aber vereiteln kann.

### Star Wraith IV - Reviction (2004)
Die Vonari bereiten den endgültigen Angriff auf die Alliance vor. Eine riesige Vonari-Flotte versammelt sich im Sol-System. Über ein Energienetzwerk transferieren alle Schiffe der Flotte ihre Energie an das Führungsschiff, das die Waffe trägt, um die Erde zu zerstören. Der Alliance bleibt nur eine Chance: Wenn das Energienetzwerk gesättigt ist dauert es noch einige Zeit, bis die Waffe feuerbereit ist. Falls das Führungsschiff zerstört wird, während das Energienetzwerk gesättigt ist, zerstört ein Feedback-Impuls alle Schiffe im Netzwerk. Der Plan gelingt und die Vonari ziehen sich zurück.

### Arvoch Conflict (2006)
Als immer mehr Alliance-Kräfte zur Federation desertieren, schickt das Alliance Oberkommando das Trägerschiff "ABC Phantom" ins Sapphire-System um der Sache auf den Grund zu gehen. Im Laufe des Spiels stellt sich heraus, dass die Federation sich mit den Vonari, von denen man 75 Jahre nichts gehört hat, verbündet hat, um die Alliance zu vernichten. Eine Waffe der Vonari wird gefunden, die offensichtlich genügend Leistung hat, einen ganzen Planeten zu zerstören. Die Alliance entschließt sich, die Waffe gegen ihre Konstrukteure einzusetzen und den Heimatplaneten der Vonari zu zerstören.

## Weitere Spiele im Star-Wraith-Universum

### RiftSpace (2004)
Ein antikes Artefakt mit einer Prophezeiung wird gefunden. Diese erzählt von einem Planeten, RiftSpace, der seinen Entdecker zu großem Wohlstand bringen würde. Viele Söldner beginnen die Suche nach RiftSpace, aber viele weitere Artefakte werden benötigt, um endlich den Schlüssel in den Händen zu halten, der den Weg nach RiftSpace öffnet.

### Evochron: Alliance (2005)
Während des Konfliktes mit den Vonari, der die Alliance zunehmend schwächt, heuert das Oberkommando Söldner an, um sich dem Kampf anzuschließen. Im neuentdeckten EvoChron-System, aus dem die Vonari zu kommen scheinen, wird ein Wurmloch entdeckt, das zur Vonari-Heimatwelt führt. Zum ersten Mal ist die Alliance so in der Lage, das Heimatsystem der Vonari anzugreifen. Eine große Anzahl Vonari-Raumjäger und eine Raumstation können zerstört werden, woraufhin sich die Vonari aus dem Alliance-Raum zurückziehen.